# Botrytis hyacinthi
Botrytis hyacinthi är en svampart som beskrevs av Westend. & J.F.H. Beyma 1928. Botrytis hyacinthi ingår i släktet Botrytis och familjen Sclerotiniaceae.   Inga underarter finns listade i Catalogue of Life.